# Chenopodium patulum
Chenopodium patulum är en amarantväxtart som beskrevs av Merat. Chenopodium patulum ingår i släktet ogräsmållor, och familjen amarantväxter. Inga underarter finns listade i Catalogue of Life.